# Sekundärionen-Massenspektrometrie
Sekundärionen-Massenspektrometrie (SIMS) ist eine Methode der Oberflächenphysik/Oberflächenchemie, mit der die Zusammensetzung einer Probe analysiert werden kann; sie stellt somit eine spezielle Form der Massenspektrometrie dar.
Wie Sekundär-Neutralteilchen-Massenspektrometrie (SNMS), Rutherford Backscattering Spectrometry (RBS) und niederenergetische Ionenstreuspektroskopie (LEIS) gehört SIMS zu den Ionenstrahltechniken. Bei der SIMS wird die Probe mit primären Ionen beschossen, die dann die zu analysierenden sekundären Ionen freisetzen.

## Funktionsweise
Die Probe wird mit Primärionen, welche atomare bzw. molekulare (O2+, Cs+, Ga+, Ar+, Bi+) oder Clusterionen (SF5+, Au3+, Bi3+, Bi23+) sein können, mit einer Energie von 0,2–30 keV beschossen. Hierbei entstehen neutrale Teilchen, sowie positiv oder negativ geladene Teilchen, die Sekundärionen. Die neutralen Teilchen, welche über 90 % des emittierten Materials darstellen, gehen bei der SIMS für die Analyse verloren. Die Trennung der geladenen Teilchen erfolgt mit Massenanalysatoren (Massenfiltern). Am verbreitetsten sind der Quadrupol-Massenanalysator, der Flugzeitmassenanalysator und der Sektorfeldmassenanalysator. Die letzten beiden erreichen Massenauflösungen von {\displaystyle m/\Delta m>10.000}. Damit können zum Beispiel Al+-, BO+- und C2H3+-Ionen getrennt werden, obwohl alle drei die Nominalmasse 27 u haben. Die Ionen gelangen nach Durchfliegen des Analysators zu einem Detektor oder einer Detektorgruppe. Die Signalintensität als Maß für die Teilchenmenge dient der Auswertung der Zusammensetzung. Die dabei in der Regel eingesetzten Mikrokanalplatten oder Elektronenvervielfacher sind in der Lage, einzelne Ionen zu detektieren.

## Aufbau

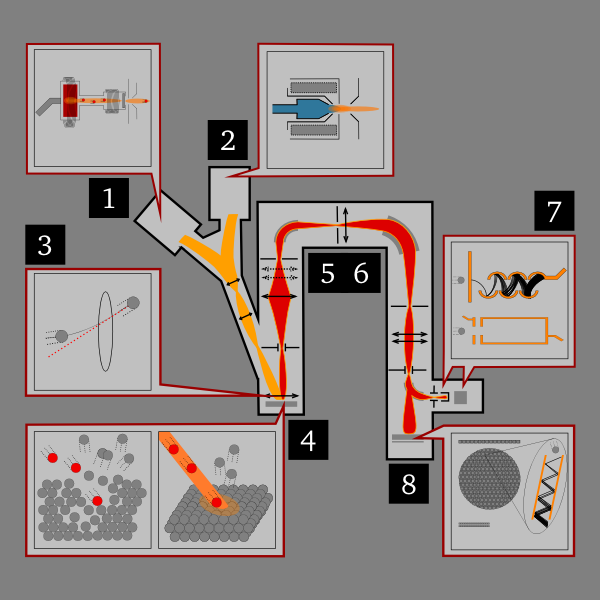
Schema der dynamischen SIMS

Ein SIMS-Gerät besteht aus:
1: einer Ionenkanone,
2: einer Einheit, die die Ionen beschleunigt und auf die Probe fokussiert (und evtl. auch den Ionenstrahl pulst),
3: einer Hochvakuumkammer mit der Probe und einer Linse für die Sekundärionen,
4: der Probe,
5: einem Energiefilter,
6: einem Massenspektrometer
und einer Detektionseinheit: wie
- 7: einem Elektronenmultiplier
- bzw. 8: einer Channel plate mit Fluoreszenzschirm.

## Einsatz
SIMS ist trotz des oben beschriebenen Materialverlusts eine sehr empfindliche Analysenmethode (Nachweisgrenze im ppm-Bereich für alle Elemente), aber auch eine werkstoffzerstörende Methode, da während der Messung neben dem Abtrag von Material auch durch Einbringung von Primärionen in die Probe deren Zusammensetzung und die Morphologie verändert wird.
SIMS kann in verschiedenen Modi betrieben werden. Im Tiefenprofilmodus wird die Zusammensetzung der Probe, angefangen von der Probenoberfläche, in die Tiefe untersucht, wobei eine Tiefenauflösung von wenigen Nanometern bei einer beprobten Tiefe bis zu einigen Mikrometern erreicht wird. Im Abbildungsmodus liefert SIMS Informationen über die laterale Verteilung der chemischen Elemente oder Verbindungen auf der Probenoberfläche und funktioniert in Form eines Ionenmikroskops. Die laterale Auflösung im Abbildungsmodus ist geräteabhängig, bewegt sich aber in einem Bereich von 50 nm bis 1 µm. Durch Kombination dieser beiden Betriebsmoden können Verteilungen durch 3D-Bilder anschaulich dargestellt werden und erleichtern die Interpretation von Vorgängen an der Oberfläche und im Inneren der Probe bis zu einer Tiefe von einigen µm. Eines der Hauptanwendungsgebiete von SIMS liegt heute in der Analyse von Halbleitern und dünnen Schichten sowie der Untersuchung organischer Kontaminationen auf Oberflächen.

### NanoSIMS
Eine Weiterentwicklung der Methodik stellt die sogenannte NanoSIMS dar. Zusätzlich zur SIMS-eigenen hohen Tiefenauflösung kann durch geeignete Ionenquellen die laterale Ausdehnung des Ionenstrahls auf der Probe weiter reduziert werden. Außerdem wird ein magnetisches Massenspektrometer genutzt, das gleichzeitig hohe Transmission und hohe Massenauflösung erlaubt. Dadurch kann unter Beibehaltung der hohen Empfindlichkeit und Isotopenidentifikation eine räumliche Auflösung von bis zu 30 nm erzielt werden. Auch die parallele quantitative Analyse mehrerer Massenzahlen (also mehrerer Isotope) aus dem gleichen Volumen ist möglich. In der Energieforschung hilft NanoSIMS, nanostrukturierte Materialien mit komplexer Zusammensetzung, die zunehmend wichtige Kandidaten für die Energieerzeugung und -speicherung sind, zu charakterisieren. In biologischen Proben können die Isotopenkombinationen 12C15N und 13C14N unterschieden werden, was beispielsweise die Untersuchung der Nahrungsaufnahme bzw. biologischen Aktivität und die Bestimmung des Einbauortes in der Zelle erlaubt. Auch in Materialforschung, Kosmologie und Geologie finden sich weitere Anwendungen der NanoSIMS, unter anderem zur hochaufgelösten Messung von Spurenelementen, zur Altersbestimmung und zum Herkunftsnachweis anhand der Isotopenzusammensetzung.

## Geschichte

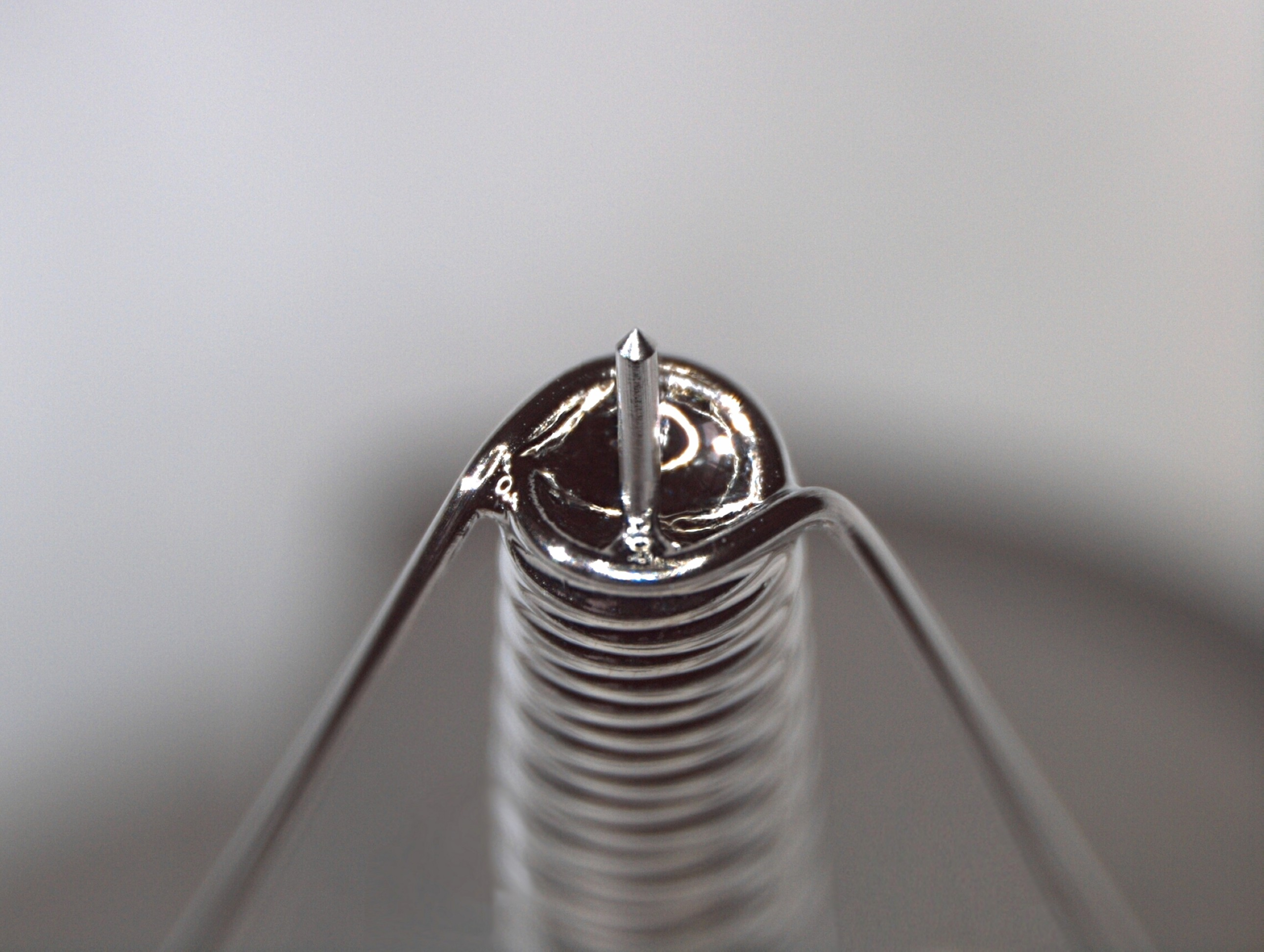
Frische Flüssigmetall-Ionen-Quelle

Die Technik geht bis auf J. J. Thomson zurück, der 1910 die Emission von positiv geladenen Sekundärionen bei Bombardierung einer Oberfläche mit Ionen beobachtete. 1949 bauten Franz Viehböck und Richard Herzog (R. F. K. Herzog, Universität Wien) einen ersten Prototyp eines SIMS mit spektrometrischer Analyse der Sekundärionen. Weitere Verbesserungen in der Ionenoptik erfolgten durch R. F. K. Herzog und Helmut Liebl und in den USA entstand bei den RCA Laboratories ein weiterer Prototyp. In Paris erfolgte die Entwicklung eines SIMS durch Georges Slodzian und Raimond Castaing 1960 (Universität Paris-Süd). Das führte 1968 zu einem kommerziell erhältlichen Gerät der Firma Cameca (IMS-300), die heute einer der international wichtigsten kommerziellen Hersteller von SIMS ist. Unabhängig entwickelten Liebl und Herzog bei GCA Corporation ein Gerät für die NASA zur Analyse des Mondgesteins. Daraus entstand bei Applied Research Laboratories (ARL) der Ion Microprobe Mass Analyzer (IMMA), der 1967 auf den Markt kam. Beide Geräten benutzten Argon-Ionen und ein Magnetsektor-Massenspektrometer. In den 1970er Jahren wurden durch K. Wittmaack und C. Magee SIMS mit Quadrupol-Massenspektrometern entwickelt. Darauf basierte auch ein an der Universität Chicago von Riccardo Levi-Setti in den 1970er Jahren entwickeltes Gerät (UC-HRL SIMS) Levi-Setti war auch einer der Ersten, der Feldemissionstechniken bei der Ionenerzeugung benutzte (Focused Ion Beam) (gleichzeitig auch J. Orloff, L. Swanson). Anfang der 1980er Jahre brachten Flüssigmetall-Ionen-Quellen (LMIS) mit Gallium eine erheblich verbesserte Auflösung der SIMS (punktförmige Quellen durch Feldionisation der Metalle von scharfer Spitze). Erste Geräte mit Flüssigmetall-Ionen-Quelle wurden von R. Seliger u. a. 1978 gebaut.
Statische SIMS wurden ab 1969 an der Universität Münster von Alfred Benninghoven u. a. entwickelt, die nur dünne Oberflächenschichten der Probe mit minimaler Zerstörung der Probe untersuchten.